# Dick Egberts
Dirk (Dick) Egberts (Loosdrecht, 8 september 1902 – Hilversum, 5 januari 1982 was een Nederlands architect.
Hij was zoon van Eike van Waardhuizen en broodbakker Barend Hendrik Cornelis Egberts. Hijzelf was sinds 1927 getrouwd met Hendrika Elisabeth (Riek)  Veenendaal. Dochter Eike Haan-Egberts was binnenhuisarchitecte. 
Van zijn opleiding is weinig bekend. Wel was hij ingeschreven bij als waterbouwkundige (WBU) en architect bij de  Bond voor Nederlandse Architecten. Hij was gespecialiseerd in kerkgebouwen, waarbij hij de vernieuwing binnen de kerk volgde. Men zag de kerk niet alleen als geloofscentrum, maar ook als plek voor sociale ondersteuning (wijkcentrum) en ontwikkeling van kunstenaars, met name glazeniers (raampartijen kerken) en beeldsnijwerk van Cor Wijker. Een aantal gebouwen:
- 1956: Westerkerk in Hilversum
- 1961: Adventkerk in Amstelveen (in 2001 gesloopt)
- 1962: Regenboogkerk in Amsterdam-Noord
- 1966: Pelgrimskerk in Breda
- 1982: Zonnebrinkkerk in Winterswijk, opgeleverd, terwijl de architect al in het ziekenhuis lag.

Ook in het Noord-Hollandse Laren en binnen de biblebelt staat een aantal kerken van hem. In 1977 vond men vijftien kerken en acht verbouwingen, waaronder die van een verenigingsgebouw tot kerk in Austerlitz. In aanvulling op de kerken ontwierp hij namelijk ook dorpshuizen. Hij liet zich qua stijl beïnvloeden door Karel Sijmons en Arnold Ingwersen met die laatste zat hij in de sectie bouw van de Gereformeerde Werkgroep voor Liturgie. In Israël stond of staat een schepping van hem in Nes Ammim, in Maarn herstellingsoord Huize Stameren.
De rouwdienst vond plaats in de door hem ontworpen Westerkerk in Hilversum. Zijn rouwadvertentie gaf een gedicht van Nel Benschop weer ("Rust nu maar uit").